# 핀즈베리 공원

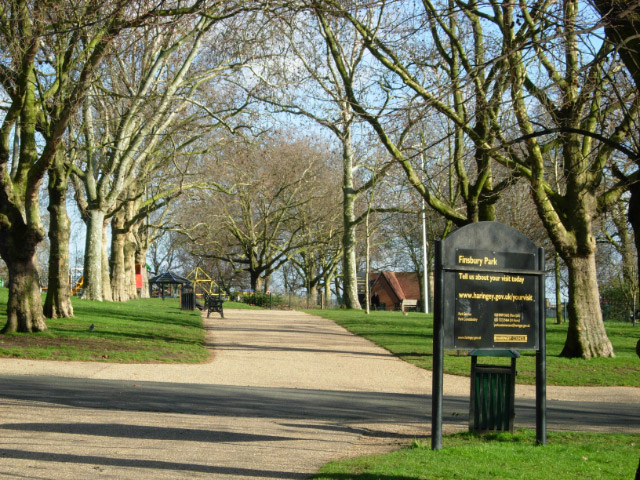
핀즈베리 공원

핀즈베리 공원(영어: Finsbury Park)는 영국 잉글랜드 런던 북부 해링게이에 위치한 공원이다. 공원 면적은 110 에이커이다.